# James Russell Lowell
James Russell Lowell (Cambridge, 22 febbraio 1819 – Cambridge, 12 agosto 1891) è stato un poeta, critico letterario e diplomatico statunitense, incluso nella lista di personaggi della Hall of Fame for Great Americans.

## Biografia
Si laurea ad Harvard nel 1838, in legge, ma ben presto si dedica alla passione poetica, pubblicando nel 1841 la sua prima raccolta di poesie.
Impegnato con la moglie, Maria Bianca, nello sviluppo dell'abolizionismo della schiavitù negli Stati Uniti, utilizza la poesia come veicolo di lotta per informare ed educare il pubblico.
La sua opera in versi La Fable for Critics (Favola per i critici, 1848), è incentrata su giudizi critici profondi sui maggiori scrittori contemporanei; invece The Biglow Papers (Il carteggio Biglow), manifestò la disapprovazione dell'autore per la guerra con il Messico.
Una lapide apposta a palazzo Bartolini Salimbeni testimonia il suo soggiorno fiorentino nel 1874.

## Citazioni letterarie
Matthew Pearl ha inserito Lowell tra i protagonisti del suo romanzo Il Circolo Dante, uscito nel 2003, in cui insieme al poeta Henry Wadsworth Longfellow, traduttore della Divina Commedia in inglese, e ad altri uomini indaga su omicidi a sfondo dantesco nella Boston dell'Ottocento.